# Frank Rush Webb
Frank Rush Webb (Covington, Indiana, 8 oktober 1851  – Baltimore, 20 oktober 1934) was een Amerikaans componist, muziekpedagoog, dirigent en organist.

## Biografie
Webb was als kapelmeester en muziekpedagoog in Staunton, Virginia en in Ada (Ohio) werkzaam. Ten slotte werkte hij in Baltimore, Maryland. Als componist schreef hij talrijke concertwerken en marsen voor harmonieorkest.

## Composities

### Werken voor harmonieorkest
- 1871 Fairy queen quickstep
- 1873 Delta Tau Delta grand march
- 1879 Night and love
- 1880 The Inspiration waltzes
- 1885 In answer; To one you are as the sunshine
- Marguerite, fantasie
- Night and Morning, fantasie
- Serenade Fantasia
- Storm and Sunshine, ouverture
- The Dawn of Day, ouverture

### Werken voor koor
- 1879 Asleep in Jesus, voor gemengd koor en orgel
- 1881 Come, holy spirit, heavenly dove, voor gemengd koor en orgel

### Werken voor piano
- 1902 Scherzo, voor piano, op. 104, no. 3.
- 1907 The New Woman, Two-Step March voor twee piano's achthandig, op. 79b

### Werken voor orgel
- 1879 Cabinet organ march

### Pedagogische werken
- 1878 The Welcome band book
- 1879 The cornet Gem band book

## Publicaties
- P. William Filby: Music in the Maryland Historical Society, in: Notes, 2nd Ser., Vol. 32, No. 3 (Mar., 1976), pp. 503-517
- Frank Rush Webb: Manual of the canvas canoe; - Its construction, (Forest and stream library), 1898

- Library of Congress Control Number: no97005293
- Virtual International Authority File: 48827397
- WorldCat: E39PBJh4wGb6BhwJq9RPwKWJjC